# Kirszniter
Kirszniter este o arie protejată (sit de importanță comunitară — SCI) din Polonia întinsă pe o suprafață de 17,61 ha, integral pe uscat.

## Localizare
Centrul sitului Kirszniter este situat la coordonatele 53°47′01″N 19°55′11″E / 53.7837°N 19.9196°E.

## Înființare
Situl Kirszniter a fost declarat sit de importanță comunitară în ianuarie 2021 pentru a proteja 1 specie de plante.

## Biodiversitate
Situată în ecoregiunea continentală, aria protejată conține 1 habitat natural: Mlaștini alcaline.
La baza desemnării sitului se află o specie protejată de  plante: moșișoare (Liparis loeselii).